# William Menster
William J. Menster, né le 10 février 1913 à Cascade (Iowa, États-Unis) et mort le 14 avril 2007 à Dubuque (Iowa, États-Unis), est un prêtre catholique, militaire et auteur américain, célèbre pour avoir été le premier membre du clergé à se rendre en Antarctique et pour avoir fait le récit de ses aventures dans un livre intitulé Strong Men South. Membre de l’United States Navy Reserve, il prend sa retraite en 1968, avec le grade de commander.

## Biographie
Enfant, il fréquente l'école Saint-Martin de Cascade puis le Loras College à Dubuque. Il entre ensuite au séminaire Sainte-Marie de Cincinnati (Ohio), puis est ordonné prêtre le 11 juin 1938.
Il est d'abord nommé curé de l'église Sacré-Cœur à Waterloo, en Iowa. Parallèlement, il entre au sein de l’United States Navy Reserve et, en 1943, il atteint le grade de capitaine de corvette. Après la Seconde Guerre mondiale, en 1946, il est affecté à l'opération Highjump, la quatrième expédition de l'amiral Richard Byrd en Antarctique. Affecté à l’USS Mt. Olympus, il est alors le seul aumônier de la flotte de cinq navires. Dès son arrivée en Antarctique en 1947, il y célèbre une messe pendant laquelle il consacre le continent. C'est alors la première cérémonie religieuse célébrée en Antarctique. Plus de 2 000 personnes, de confessions diverses, y participent. Aumônier de ces 2 000 personnes, il acquiert une grande expérience concernant l'œcuménisme.
À son retour aux États-Unis en 1947, le père Menster est nommé curé l'église Sainte-Marie de Corwith, dans l'Iowa. En 1948, il est également nommé directeur de l'association Catholic Charities USA (en) fonction qu'il occupe jusqu'en 1958. En 1949, il fait le récit de ses aventures dans le livre Strong Men South, plus tard adapté en documentaire sous le nom de The Secret Land.
En 1950, il est reçu en audience privée par le pape Pie XII, puis il est nommé pasteur des églises Saint-Patrice de Monona, Sainte-Marie de Waverly et Saint-Jean de Clarion en 1958. Enfin, en 1978, il est nommé curé de la paroisse Saint-Donat.
Parallèlement, il poursuit sa carrière dans la Marine et sert comme aumônier national de l'AMVETS. Après 25 ans de service, il prend sa retraite avec le grade de commander.
Le père Menster meurt le 14 avril 2007, à l'âge de 94 ans. Il est alors le doyen des prêtres de l'archidiocèse de Dubuque.
Le Menster Ledge (en) est nommé en son honneur.